# La Coka Nostra
La Coka Nostra (abrégé LCN) est un supergroupe américain de hip-hop actuellement composé de Danny Boy, Slaine, DJ Lethal et Ill Bill. Le projet a vu le jour en 2004 lorsque Danny Boy O'Connor (Daniel O'Connor) a présenté deux jeunes artistes, Slaine (George Carroll) et Big Left (John Faster), à son ancien DJ du groupe House of Pain, DJ Lethal (Leor Dimant). Ils ont décidé de former un groupe, dont le nom est né après qu’O’Connor ait taquiné les autres membres avec ce surnom à la suite d’une soirée. Ils ont commencé à diffuser leur musique sur MySpace, où elle est rapidement devenue virale.
Avec le temps, un manque s’est fait sentir, et le rappeur expérimenté Ill Bill (William Braunstein) a été invité à se joindre au groupe. Leur ancien collègue de House of Pain, Everlast (Erik Schrody), a également manifesté son intérêt et a fini par rejoindre le projet. En 2008, le groupe était alors composé d’O’Connor, Carroll, Dimant, Braunstein et Schrody (ce dernier ayant quitté le groupe quelque temps après la sortie du premier album). Leur premier album, A Brand You Can Trust, est sorti le 14 juillet 2009 et a été salué par beaucoup pour son son brut, qui manquait selon certains à la scène hip-hop de l’époque.
En 2012, ils ont sorti leur deuxième album, Masters of the Dark Arts, qui a atteint la 176e place du classement Billboard Top Current Albums, la 40e sur le classement Independent Albums et la 31e sur le classement Top R&B/Hip-Hop Albums. Leur troisième album, To Thine Own Self Be True, est sorti en 2016. Il a atteint la 38e place du classement Billboard Top R&B/Hip-Hop Albums.

## Biographie
La genèse du groupe a commencé à la fin de l’année 2004. À cette époque, l’artiste hip-hop Danny Boy O'Connor avait pris du recul par rapport au rap après la séparation de House of Pain. Il s’était alors tourné vers la production vidéo, la mode, ainsi que le mentorat de jeunes artistes[citation nécessaire]. O'Connor explique qu’il a remarqué deux talents émergents, Big Left (John Faster) et Slaine (George Carroll), et les a présentés à son ancien DJ de House of Pain, DJ Lethal (Leor Diamant).
Ils ont décidé de former un groupe, avec en plus un autre rappeur — qui n’est pas resté très longtemps — que Diamant avait pris sous son aile et invité à se joindre à eux. O'Connor, quant à lui, est devenu le maître de cérémonie (hype man) du groupe ainsi que son directeur artistique. Le nom du groupe est né lorsque O'Connor a taquiné les autres membres avec ce surnom, après une soirée passée ensemble. O'Connor, Diamant, Carroll et Faster, sous le nom de La Coka Nostra, ont publié une démo de trois morceaux sur MySpace, qui est rapidement devenue virale[citation nécessaire].
Un vide se fait ressentir, et le rappeur expérimenté Ill Bill (William Braunstein) a été invité à rejoindre le groupe. Par la suite, Everlast (Erik Schrody), ancien collègue de House of Pain, a également manifesté son intérêt pour se joindre à l’aventure. En 2008, le groupe était composé d’O'Connor, Carroll, Diamant, Braunstein et Schrody[citation nécessaire].
À la fin de l’année 2008, le groupe a signé avec le label Suburban Noize Records et a sorti son premier album très attendu, A Brand You Can Trust, le 14 juillet 2009. L’album a mis du temps à voir le jour en raison du refus de O'Connor de faire collaborer les membres par e-mail ; il insistait pour que tout le monde se retrouve en studio. Ce processus a pris du temps, notamment à cause de l’enregistrement des albums solos de Braunstein et Schrody, ainsi que de diverses tournées et autres engagements. A Brand You Can Trust comprend quinze morceaux et des collaborations avec Snoop Dogg, Bun B, Sick Jacken, B-Real, Sen Dog, Immortal Technique, Big Left et Q-Unique. Bien que l’album reste stylistiquement proche des morceaux précédemment publiés en ligne par le groupe, il aborde des thématiques plus ancrées dans la réalité. Parmi les sujets traités : la politique, la mort, la toxicomanie, l’éducation d’un enfant et le terrorisme. Le site AllMusic lui a attribué une note de quatre étoiles sur cinq. Andrew Kameka de HipHopDX a écrit que « l’album est un effort globalement solide et correspond exactement à ce que l’on peut attendre d’un supergroupe composé de membres aux visions similaires, connus pour leur musique énergique ». Adam Kennedy de la BBC, tout en saluant certains moments de l’album, a déclaré : « c’est un aperçu alléchant de leur potentiel, mais il leur reste à améliorer un taux de satisfaction qui ne touche ici guère plus d’un morceau sur trois ». Steve Juon de RapReviews lui a donné la note de sept sur dix. Thomas Quinlan d’Exclaim! a affirmé que « La Coka Nostra est une collaboration fascinante qui tient ses promesses ».
Le 2 mars 2012, il a été annoncé qu’Erik Schrody (Everlast) quittait La Coka Nostra en raison de problèmes de santé de sa fille,.
La même année, La Coka Nostra a sorti son deuxième album, Masters of the Dark Arts. L’album a atteint la 176e place du classement Billboard Top Current Albums, la 40e du Independent Albums, et la 31e du Top R&B/Hip-Hop Albums[citation nécessaire]. Adam Fleischer du magazine XXL a souligné que « La Coka Nostra reste fidèlement attaché à son essence avec ce nouvel album » et qu’ils sont « bel et bien des maîtres des arts sombres ». HipHopDX a donné une critique positive à l’album, le décrivant comme un « détour sinistre et joyeusement violent loin de la pop dominante ». Peter Marrack de Exclaim! a également salué l’album, affirmant qu’il représentait « plus ou moins un aller simple pour l’enfer ». Nathan G. O'Brien de Scene Point Blank lui a attribué quatre étoiles sur cinq, déclarant que Masters of the Dark Arts représentait « l’union presque parfaite de La Coka Nostra entre un boom-bap tonitruant, du scratch de vinyles, et un rap hardcore ancré dans le réalisme ».
En 2016, La Coka Nostra a sorti To Thine Own Self Be True. L’album a atteint la 38e place du classement Billboard Top R&B/Hip-Hop Albums[citation nécessaire]. Steve Juon de RapReviews lui a attribué la note de 8,5 sur 10 et a écrit : « pendant 45 minutes de pur bonheur, c’est une dose brute de nostalgie directement injectée dans les centres de dopamine de mon cerveau par le canal auditif ».

## Discographie

### Albums studio
- 2009 : A Brand You Can Trust
- 2012 : Masters of the Dark Arts
- 2016 : To Thine Own Self Be True

### EPs
- 2009 : 100% Pure Coka

### Mixtapes
- 2007 : The LCN Familia Vol. 1
- 2009 : The LCN Familia Vol.2
- 2009 : The Height of Power
- 2009 : The Audacity of Coke
- 2012 : The Maple Leaf Massacre

### Apparitions
- 2006 : Fuck Tony Montana (DJ Mek Remix) featuring Big Left
- 2006 : Get Outta My Way (DJ Mek Remix) featuring B-Real de Cypress Hill et Sick Jacken de Psycho Realm
- 2006 : This Is War featuring Big Left (Ill Bill Is the Future Vol. 2)
- 2006 : It's a Beautiful Thing (Ill Bill Is the Future Vol. 2)
- 2007 : Where Hope Goes to Die (La Coka Nostra Presents Ill Bill - Black Metal)
- 2007 : Soldiers of Fortune (La Coka Nostra Presents Ill Bill - Black Metal)
- 2007 : Get Outta My Way featuring Big Left (La Coka Nostra Presents Ill Bill - Black Metal)
- 2009 : Do It (Soul Assassins: Intermission)
- 2009 : Hey Young World featuring La Coka Nostra & Heltah Skeltah (The Trojan Horse)
- 2010 :  Skull & Guns featuring Slaine & Everlast (DJ Muggs vs. Ill Bill: Kill Devil Hills)